# Otakar Motejl
Otakar Motejl (* 10. September 1932 in Prag, Tschechoslowakei; † 9. Mai 2010 in Brünn) war ein tschechischer Jurist und parteiloser Politiker.

## Leben
Motejl studierte an der Juristischen Fakultät der Karls-Universität Prag, wo er 1955 mit der Promotion zum JUDr. abschloss. Anschließend arbeitete er als Rechtsanwalt in Banská Bystrica, Kladno und Prag.
Zwischen 1966 und 1968 wirkte er im Juristischen Institut des tschechoslowakischen Justizministeriums, dann von 1968 bis 1970 als Richter am Obersten Gericht der ČSSR. In den Jahren der Normalisierung verteidigte er Dissidenten und auch die Rockband The Plastic People of the Universe.
In den Jahren 1990 bis 1992 war Motejl Präsident des Obersten Gerichts der ČSFR, danach bis 1998 Präsident des Obersten Gerichtes der Tschechischen Republik. 1998 wurde er zum Justizminister der Tschechischen Republik in der Regierung von Miloš Zeman ernannt. Am 18. Dezember 2000 wurde er durch das tschechische Abgeordnetenhaus zum Ombudsmann (tsch. Veřejný ochránce práv – Öffentlicher Hüter des Rechts) gewählt und 2006 für weitere sechs Jahre bestätigt.
Motejl übernahm auch nach einiger Bedenkzeit die Funktion des Vorsitzenden des Schiedsgerichts im Fall „Diag Human“.
Er starb nach kurzer Krankheit am 9. Mai 2010 im Universitätskrankenhaus Brno.